# デバ駅
デバ駅（スペイン語: Estación de Deba, バスク語: Debako geltokia）は、スペイン・バスク州ギプスコア県デバにある鉄道駅。バスク鉄道が運行している路線の駅である。

## 地理

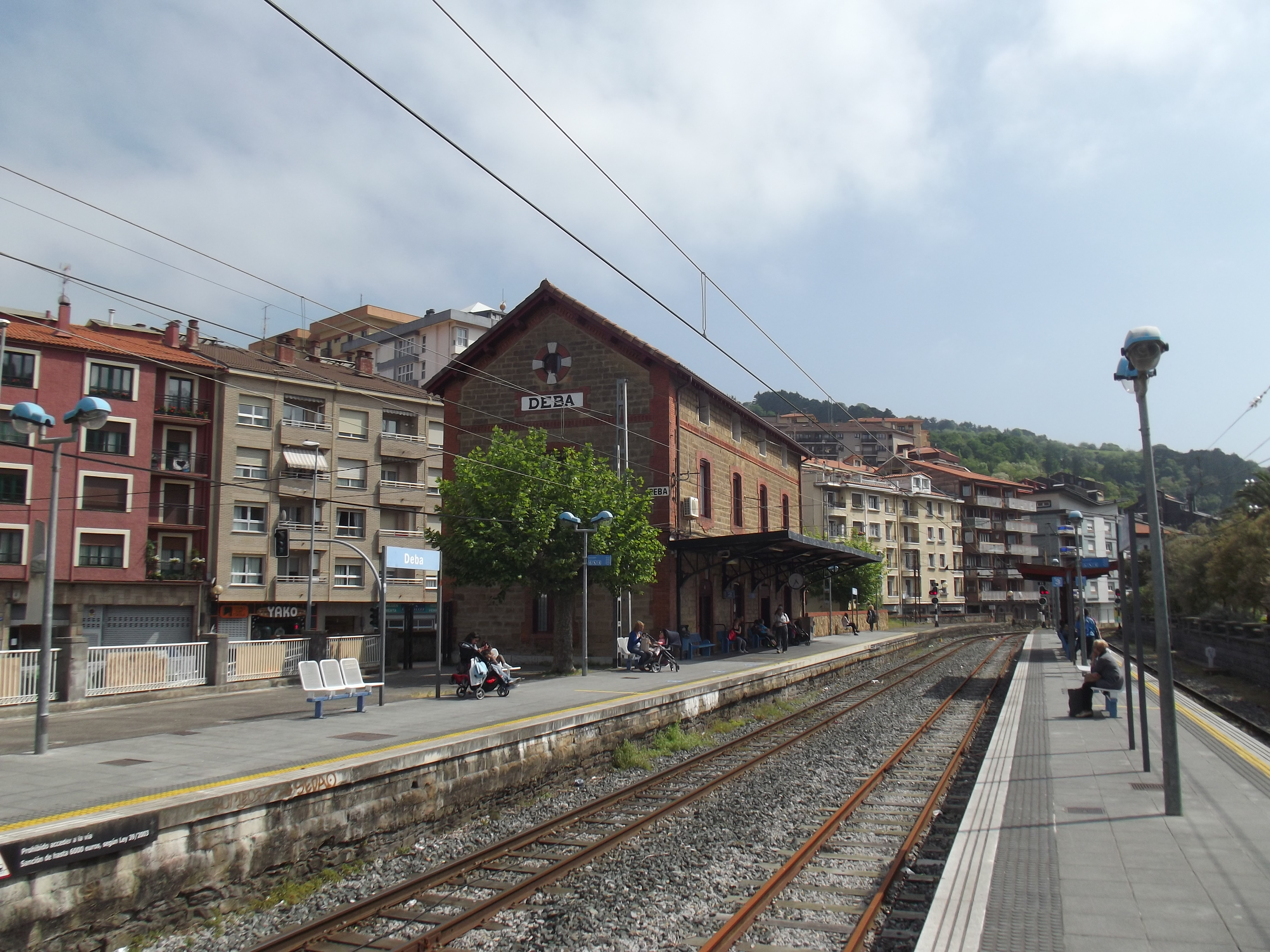
デバ駅のホームと駅舎

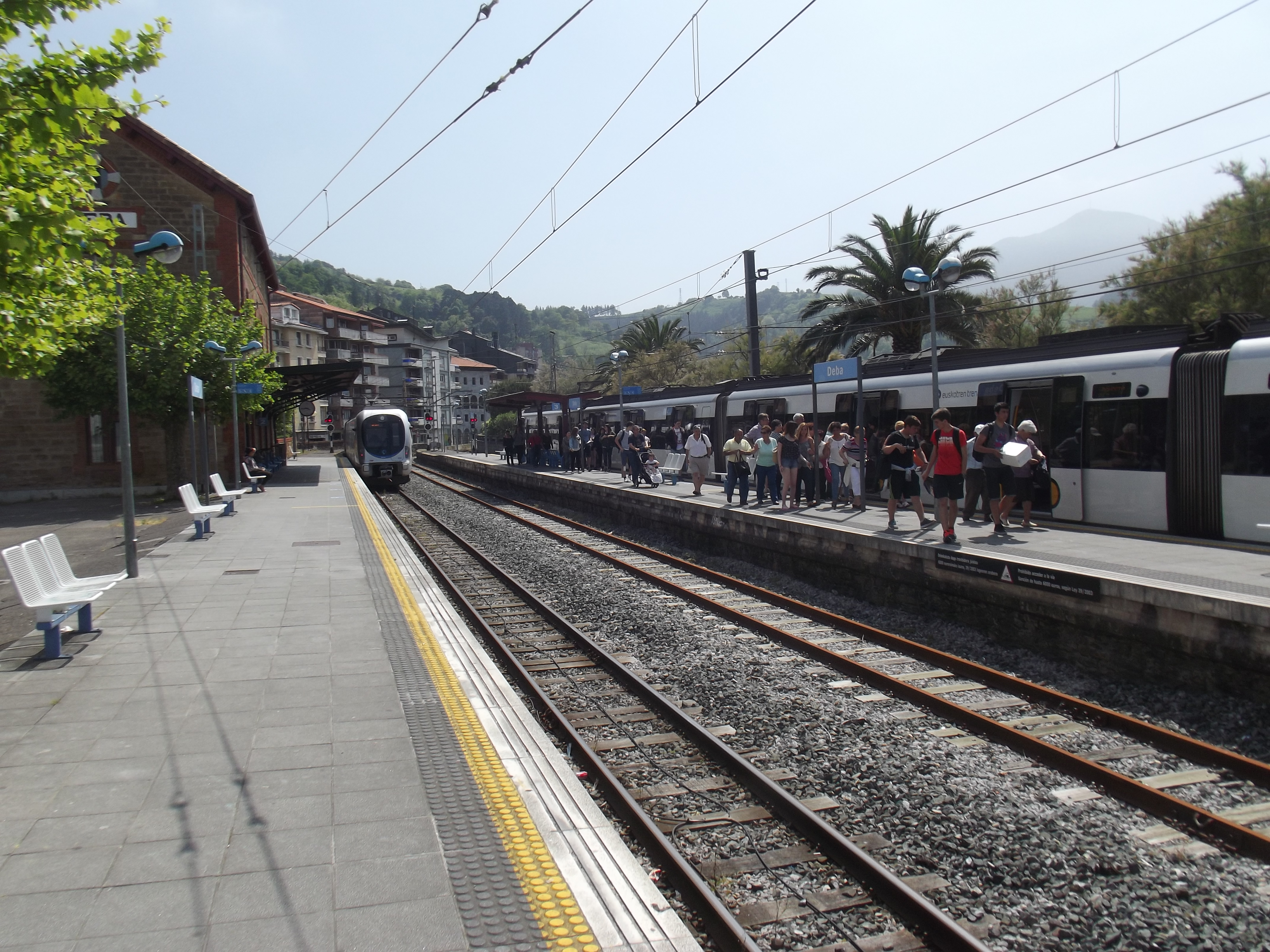
列車入線中のデバ駅

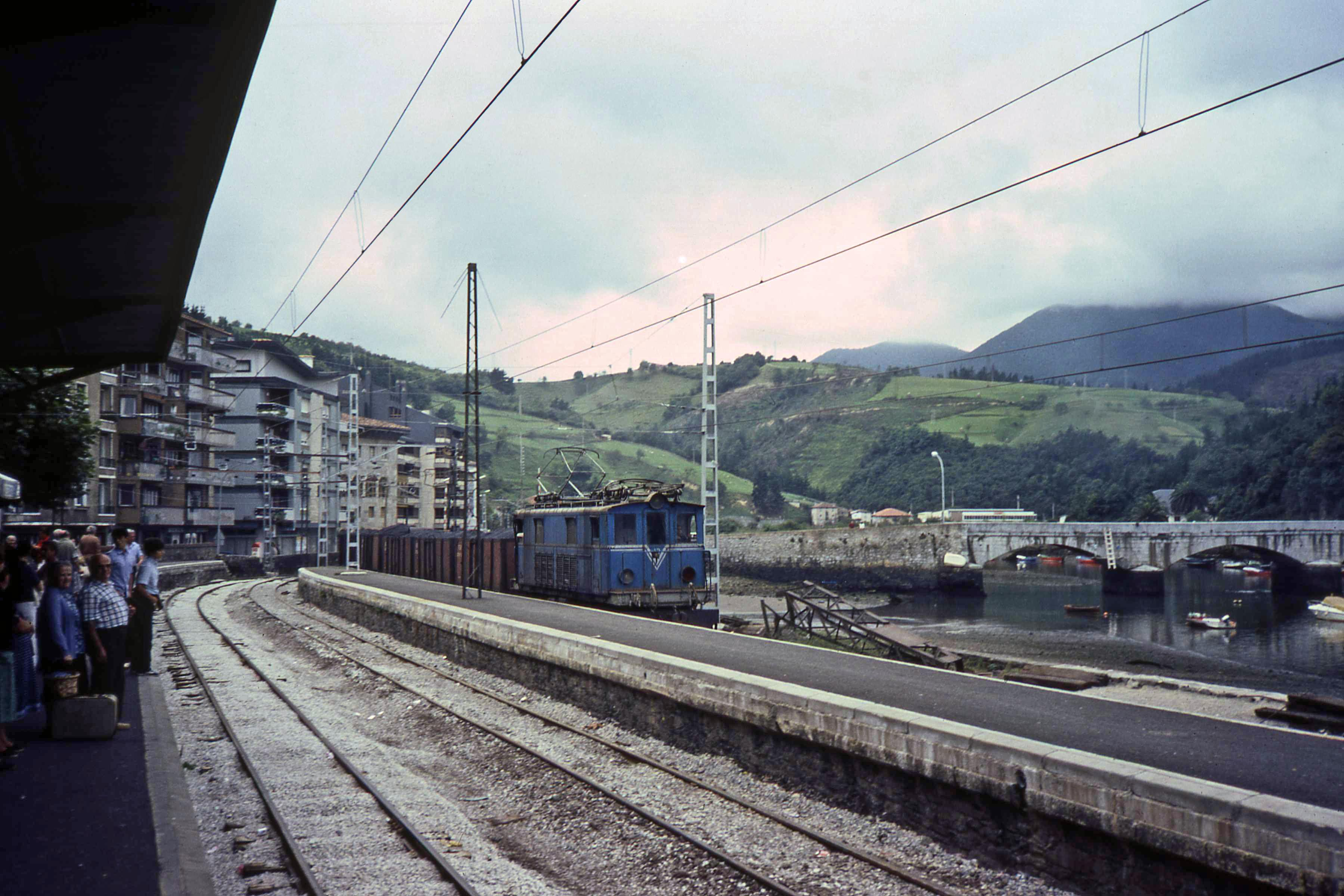
1981年のデバ駅とデバ川

北緯43度17分40秒、西経2度21分15秒に位置している。この場所は、デバ川河口近くの右岸に当たる。バスク鉄道が運営する路線のうち、ビルバオとサン・セバスティアンとの結ぶ路線の途中駅である。ビルバオからサン・セバスティアンへと向かった場合、アシタイン駅とエルゴイバル駅との間で、それまでデバ川の支流に沿うように走ってきた路線が、デバ川の本流に出会う。ここから先はデバ川の本流に沿うようにビスケー湾の方向へと路線が設置されている。そして、デバ駅を通過すると、デバ駅のすぐ北で路線は東へと大きく曲がってデバ川には別れを告げて、その後は比較的ビスケー湾岸近くを走る路線となっている。

## 施設
デバ駅はビルバオとサン・セバスティアンとの結ぶ路線の途中駅である。この路線は1929年4月24日に電化が完成しており、この日にビルバオとサン・セバスティアンとの間を電車が運行された。レールの軌間は1000 mm（狭軌）である。デバ駅にはトイレが設置されている。